# Надгробная речь (Чёрное зеркало)
«Надгро́бная речь», или «Скорбь» (англ. Eulogy) — пятый эпизод седьмого сезона британского научно-фантастического телесериала «Чёрное зеркало». Сценарий написали создатель сериала Чарли Брукер и Элла Роуд, а режиссёрами выступили Крис Барретт и Люк Тейлор. Премьера наряду с остальной частью седьмого сезона состоялась 10 апреля 2025 года на Netflix.
По сюжету эпизода, одинокий мужчина с помощью фотографий вспоминает свою бывшую девушку, которая недавно умерла, чтобы передать свои воспоминания её семье. Благодаря этому он узнаёт больше о ней и об их отношениях. Эпизод получил признание критиков, многие из которых назвали его лучшим эпизодом седьмого сезона и одним из лучших эпизодов «Чёрного зеркала» за всё время.

## Сюжет
Технологическая компания Eulogy сообщает американцу по имени Филипп (Пол Джаматти), что его бывшая девушка Кэрол, которую он не видел несколько десятилетий, умерла. Eulogy просит Филиппа поделиться своими воспоминаниями и фотографиями о Кэрол, чтобы помочь её семье создать мемориал. Филипп получает необходимый для этого набор, после чего гид (Пэтси Ферран), являющийся цифровой копией реального человека, проводит его через весь процесс. Благодаря доставленной технологии Филипп может виртуально войти в фотографию и исследовать её. Однако все имеющиеся у него фотографии не подходят: на одних не видно лица Кэрол, которое он за все эти годы забыл, а другие он испортил сам после расставания с ней.
Тем не менее Филипп и гид изучают фотографии, после чего становится понятно, что отношения Филиппа и Кэрол были напряжёнными, особенно когда она уехала в Лондон, чтобы играть на виолончели в театре Вест-Энда. Позвонив Филиппу в его день рождения, Кэрол узнала о его измене. Несколько месяцев спустя Филипп прилетел в Лондон с намерением сделать Кэрол предложение в дорогом ресторане, но она ушла, когда увидела кольцо. Гид призналась, что является цифровым аватаром дочери Кэрол — Келли Ройс. Кэрол изменила Филиппу в ответ на его измену, в результате чего забеременела.
Филипп находит одноразовую камеру, которую купил во время поездки в Лондон. На единственном снимке он запечатлел гостиничный номер, который разгромил после случившегося в ресторане. На фотографии он замечает письмо от Кэрол, которое впоследствии находит в реальности. В письме Кэрол сообщает Филиппу о своей измене и беременности, но также признаётся, что всё ещё любит его, и предлагает встретиться возле театра. Филипп плачет, осознав, что упустил возможность примирения.
Филипп вставляет в магнитофон кассету с записью композиции на виолончели, написанной Кэрол, и ему удаётся вспомнить её лицо, погрузившись в фотографию, сделанную в тот момент, когда она играла эту композицию. Позже Филипп приезжает на похороны Кэрол в Лондон и видит, как Келли играет на виолончели во время церемонии.

## Производство
Брукер и Роуд вдохновлялись документальным фильмом «The Beatles: Get Back», в котором использовались технологии, которые позволяли сделать видео и аудио с участием The Beatles более живыми.

## Критика
Эпизод получил в основном положительные отзывы. На сайте-агрегаторе рецензий Rotten Tomatoes эпизод получил рейтинг свежести 91 % на основе 11 рецензий критиков. Алек Боджалад из Den of Geek оценил эпизод на 5/5 звёзд.